# Louis Boyer
| Asteroizi descoperiți: 40 | Asteroizi descoperiți: 40 |
| ------------------------- | ------------------------- |
| 1177 Gonnessia            | 24 noiembrie 1930         |
| 1211 Bressole             | 2 decembrie 1931          |
| 1212 Francette            | 3 decembrie 1931          |
| 1295 Deflotte             | 25 noiembrie 1933         |
| 1296 Andrée               | 25 noiembrie 1933         |
| 1301 Yvonne               | 7 martie 1934             |
| 1338 Duponta              | 4 decembrie 1934          |
| 1339 Désagneauxa          | 4 decembrie 1934          |
| 1340 Yvette               | 27 decembrie 1934         |
| 1343 Nicole               | 29 martie 1935            |
| 1344 Caubeta              | 1 aprilie 1935            |
| 1364 Safara               | 16 noiembrie 1935         |
| 1377 Roberbauxa           | 14 februarie 1936         |
| 1380 Volodia              | 16 martie 1936            |
| 1392 Pierre               | 16 martie 1936            |
| 1400 Tirela               | 17 noiembrie 1936         |
| 1412 Lagrula              | 19 ianuarie 1937          |
| 1413 Roucarie             | 12 februarie 1937         |
| 1414 Jérôme               | 12 februarie 1937         |
| 1415 Malautra             | 4 martie 1937             |
| 1416 Renauxa              | 4 martie 1937             |
| 1511 Daléra               | 22 martie 1939            |
| 1574 Meyer                | 22 martie 1949            |
| 1577 Reiss                | 19 ianuarie 1949          |
| 1594 Danjon               | 23 noiembrie 1949         |
| 1597 Laugier              | 7 martie 1949             |
| 1598 Paloque              | 11 februarie 1950         |
| 1599 Giomus               | 17 noiembrie 1950         |
| 1601 Patry                | 18 mai 1942               |
| 1606 Jekhovsky            | 14 septembrie 1950        |
| 1616 Filipoff             | 15 martie 1950            |
| 1617 Alschmitt            | 20 martie 1952            |
| 1629 Pecker               | 28 februarie 1952         |
| 1630 Milet                | 28 februarie 1952         |
| 1649 Fabre                | 22 februarie 1951         |
| 1713 Bancilhon            | 27 septembrie 1951        |
| 1714 Sy                   | 25 iulie 1951             |
| 1851 Lacroute             | 9 noiembrie 1950          |
| 2021 Poincaré             | 26 iunie 1936             |
| 4422 Jarre                | 17 octombrie 1942         |

Louis Boyer (n. 20 ianuarie 1901 – d. 1999) a fost un astronom francez.

## Cariera
A lucrat la observatorul din Alger și a descoperit numeroși asteroizi.
Boyer a denumit asteroidul 1713 Bancilhon, pornind de la numele colegei sale, astronoma Odette Bancilhon, soția astronomului francez Alfred Schmitt.

## Omagii
În semn de omagiu, asteroidul  1215 Boyer îi poartă numele.
1. 1 2   https://books.google.pt/books?id=eHv1CAAAQBAJ&pg=PA162&dq=1215+Boyer&hl=en&sa=X&ved=0ahUKEwjL9KbZwp7SAhVMjiwKHVVwAH8Q6AEIHzAB#v=onepage&q=1215%20Boyer&f=false Lipsește sau este vid: |title= (ajutor)
2. ↑   http://rambert.francis.free.fr/environs/bouzareah/bouza_pages/lambert/observatoire.htm Lipsește sau este vid: |title= (ajutor)
3. ↑  Nature, 23 ianuarie 1937